# Negazione
Negazione was tussen 1983 en 1992 een hardcore punk band uit Turijn, Italië. Het was in die periode een van de meest invloedrijke bands van de Italiaanse hardcore punkscene. Ze waren met bands als Raw Power, Wretched, Declino and Indigesti pioniers. In 1992 stopte de band na het spelen van hun laatste optreden op het Monsters of Rock festival. Enkele van hun platen zijn opgenomen in de Nederlandse studio Joke's Koeienverhuurbedrijf.
Live trad de band op 30 april 1988 in de Chi Chi Club te Winterswijk. Hardcorepunkdagen werden destijds in Winterswijk gehouden met onder anderen de bands Disabuse, Heresy, Winterswijx Chaos Front, Cry of Terror, More Dead Cops en SNFU. Hun "Little Dreamer 1988" tour begon met het nummer "Lo Spirito Continua". Negazione speelde hun werken "il Giorno del Sole" en "Niente".

## Bezetting
De hoofbezetting van de band was:
- Guido Sassola, "Zazzo" - zang
- Roberto Farano, "Tax" - gitaar
- Marco Mathieu - basgitaar

In de loop van het bestaan van de band vonden veel bezettingswisseling plaats op het gebied van drummers, in chronologische volgorde waren zij:
- Orlando Furioso
- Michele D'Alessio
- Roberto Vernetti - drumcomputer
- Fabrizio Fiegl
- Rowdy James
- Stefano Bonanni, "Bone"
- Elvin Betty
- Giovanni Pellino
- Massimo Ferrusi

## Discografie

### Albums
- Mucchio selvaggio (album)|Mucchio selvaggio (1984) (split cassette met Declino)
- Lo spirito continua… (1986)
- Little Dreamer (1988)
- 100% (1990)

### Ep's
- Tutti pazzi (1985)
- Condannati a morte nel vostro quieto vivere (1985)
- …nightmare (1987)
- Behind the Door/Sempre in bilico (1989)

### Verzamelalbums
- Wild Bunch: The Early Days (1989)
- TuttiPazzi: Negazione 1983-1992 (2002)
- Negazione: il Giorno del Sole (2012, shake edizioni)

### Singles
- Sempre in bilico (1989)